# Euphorbia delphinensis
Euphorbia delphinensis ist eine Pflanzenart aus der Gattung Wolfsmilch (Euphorbia) in der Familie der Wolfsmilchgewächse (Euphorbiaceae).

## Beschreibung
Die sukkulente Euphorbia delphinensis wächst als Strauch mit rötlich braun gefärbten Zweigen, die einen Durchmesser von etwa 8 Millimeter erreichen. Die verkehrt eiförmigen Blätter werden 20 Millimeter lang und 12 Millimeter breit. Sie sind nahezu sitzend und haben einen gewellten Rand. Die 10 bis 18 Millimeter langen Nebenblattdornen stehen im Abstand von 2 bis 10 Millimeter voneinander.
Die Blütenstände entstehen an beblätterten Kurztrieben und bestehen aus ein bis drei, zwei- bis dreifach gegabelten Cymen. Der Blütenstandstiel wird 10 Millimeter lang. Die gerundeten Cyathophyllen werden 5 Millimeter lang und 3 Millimeter breit. Sie sind grün gefärbt mit roten Spitzen. Das Cyathium wird etwa 2 Millimeter groß und die Nektardrüsen bilden zwei Lippen aus. Der Fruchtknoten ist nahezu sitzend. Über die Früchte und den Samen ist nichts bekannt.

## Verbreitung und Systematik
Euphorbia delphinensis ist endemisch im Südosten von Madagaskar, in der Nähe von Taolanaro verbreitet.
Die Art steht auf der Roten Liste der IUCN und gilt als gefährdet (Vulnerable).
Die Erstbeschreibung der Art erfolgte 1955 durch Eugène Ursch und Jacques Désiré Leandri.